# Satyrus hodja
Satyrus hodja är en fjärilsart som beskrevs av Andrej Nikolajewitsch Avinoff och Sweadner 1951. Satyrus hodja ingår i släktet Satyrus och familjen praktfjärilar. Inga underarter finns listade.